# معايير الويب
معايير الويب هي مجموعة من المعايير تم انشائها من قبل منظمة رابطة الشبكة العالمية أو بالعربية: اتحاد شبكة الويب العالمية بهدف تسهيل قابلية الوصول إلى المعلومات، ولتسهيل التعامل معها باستخدام المنتجات المتخصصة في شبكة الويب، كالمتصفحات وبرامجح تحرير المواقع وبرامج الإدارة.
إزداد الاهتمام بمعايير الويب خاصة في ظل التطور الكبير في أدوات تصفح الإنترنت ومنها: الهاتف النقال، والحاسب، ولتلبية حاجات الناس جميعا في تصفح الإنترنت إن كان الإنسان صحيحا أو معقوفا.

## أنواع معايير W3C
قامت منظمة W3C بإنشاء الكثير من المعايير ومنها:
- لغة ترميز النص الفائق 4.0
- صفحات الطرز المتراصة
- DOM
- بي إن جي
- إطار توصيف الموارد
- لغة الترميز القابلة للامتداد 1.0
- XHTML 1.0
- لغة رقم النص الفائق القابلة للتمديد 1.1

## فوائد معايير الويب
- تصغير حجم الموقع المبني بمعايير الويب والتقليل من وزنه، فالمواقع التي يتم كتابتها بمعايير W3C القياسية تكون عادة أصغر حجما بمقدار 20% إلى 60% من المواقع التي لا يتم كتابتها بهذه المعايير، واستخدام المعايير بالشكل الصحيح يؤدي إلى تقليل تكلفة الصفحات كبيرة الحجم.
- الثبات، تساعد معايير W3C على الثبات في المستقبل (أي لن تحتاج لإعادة التصميم مرة أخرى لكل برنامج تصفح) فمعايير W3C تجعل التصميم متناسب مع جميع الأجهزة وأدوات التصفح.
- تسهيل الوصول للمحتوى، تساعد معايير W3C الناس إلى الوصول إلى المحتوى بطريقة أسهل، فهي تسهل الوصول إلى المعلومات لذوي الاحتياجات الخاصة كالمكفوفين، والمصابين بضعف البصر.. بالإضافة إلى الاصحاء حيث تسهل عليهم الوصول للمعلومات.
- تسهيل عملية الوصول من قبل البرامج ومحركات البحث، تجعل المعايير القياسية الوصول إلى محتويات الموقع أسهل للبرامج ومحركات البحث فتزيد من الأرشفة، لأن المواقع المكتوبة بالمعايير القياسية تكون مبنية على هيكل واضح.

## منظمات أخرى لمعايير الويب
يوجد العديد من المنظمات التي تضع معايير الويب كمنظمة ECMA حيث وضعت هذه المنظمة بما يفوق 270 مواصفات لمعايير الويب.

## وصلات خارجية
- الدرس 16: المعايير القياسية
- Markup Validation Service